# 櫸樹街

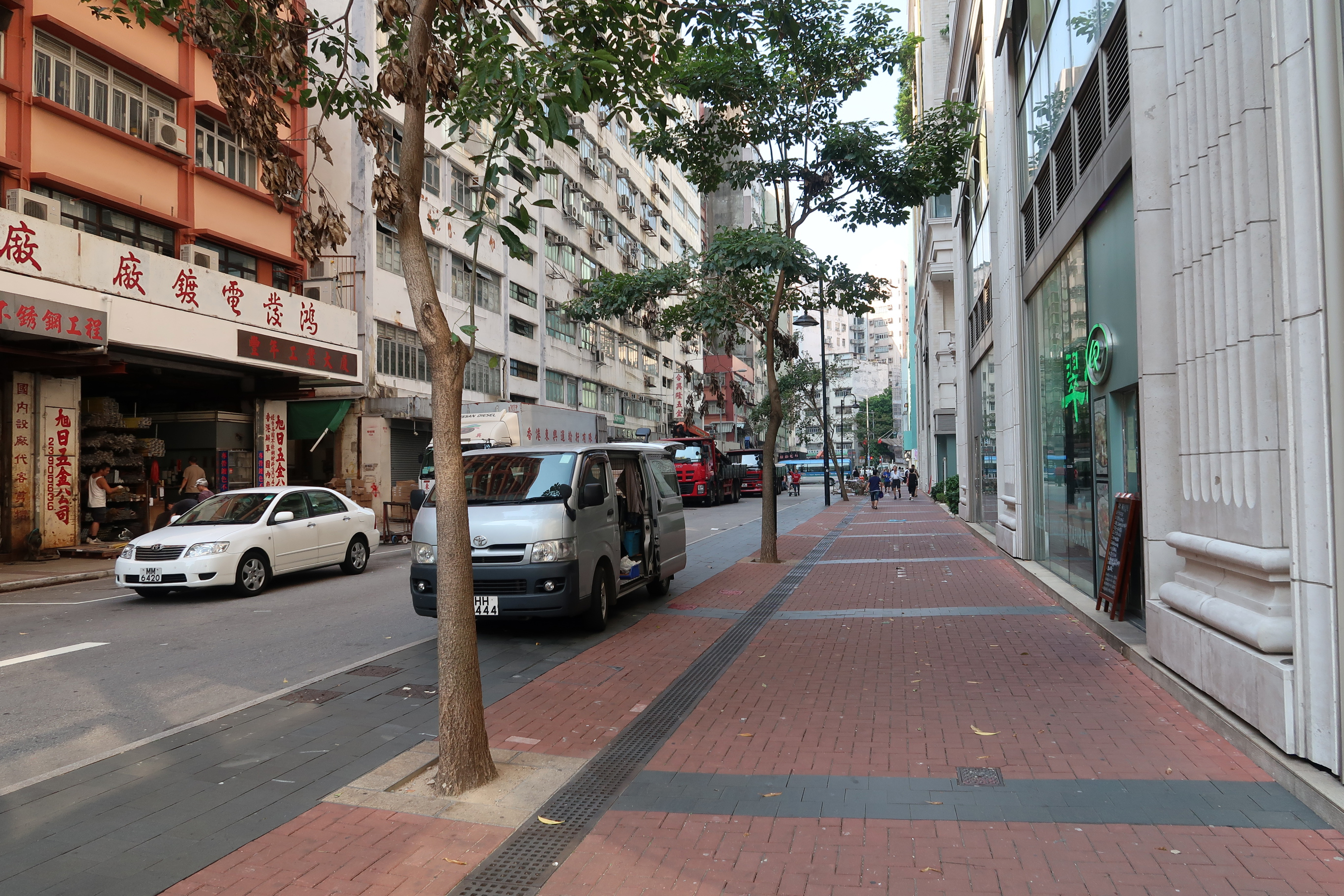
櫸樹街近奧柏·御峯

櫸樹街（英語：Beech Street）是香港九龍油尖旺區大角咀的一條街道，連接福全街、埃華街、櫻桃街、鐵樹街及晏架街。櫸樹街的命名是根據該區街道的植物命名系統，如楓樹街、橡樹街等。信和置業和市區重建局計劃重建大角咀櫸樹街、埃華街、杉樹街及晏架街項目，奧柏·御峯為櫸樹街其中一個發展計劃（已於2013年入伙）。另外亦有相應的活化工程分期進行。

## 鄰近建築
- 大角咀市政大廈（熟食中心二樓/體育館六及七樓）
- 其士工業大廈
- 業廣工商大廈
- 興業中心
- 永利工業大廈
- 旺角街坊會陳慶社會服務中心
- 林百欣中心
- 華源工廠大廈
- 豐年工業大廈
- 渠務署晏架街污水泵房
- 富多來新邨
- 新九龍廣場
- 奧柏·御峯

## 外部連結
- 可到達 櫸樹街 的公共交通工具[永久]
- 待批預售單位
- 發展商去貨心切 「奧柏‧御峯」貼市開價，香港文匯報，2012年4月15日 （页面存档备份，存于）